# Gran Premio del Belgio 1963
Il Gran Premio del Belgio 1963 è stato un Gran Premio di Formula 1 disputato il 9 giugno 1963 sul Circuito di Spa-Francorchamps. La gara fu vinta da Jim Clark alla guida di una Lotus.

## Prima della gara
Dopo aver saltato il Gran Premio d'apertura perché le proprie vetture non erano ancora pronte, fecero la propria comparsa due nuove scuderie, la ATS e la Scirocco. La prima schierò due monoposto affidandole a Phil Hill e Giancarlo Baghetti, mentre la seconda portò in pista una sola vettura, quella di Tony Settember. La BRP, che fino a quel momento aveva corso con vecchi telai Lotus, costruì una propria monoposto direttamente derivata dalla nuova Lotus 25, affidandola a Innes Ireland; Jim Hall continuò invece a gareggiare con una vecchia Lotus 24.

## Qualifiche

### Risultati
| Pos | No | Pilota                  | Auto             | Scuderia                    | Tempo  | Distacco |
| --- | -- | ----------------------- | ---------------- | --------------------------- | ------ | -------- |
| 1   | 7  | Graham Hill             | BRM              | Owen Racing Organisation    | 3'54"1 |          |
| 2   | 18 | Dan Gurney              | Brabham - Climax | Brabham Racing Organisation | 3'55"0 | +0"9     |
| 3   | 10 | Willy Mairesse          | Ferrari          | Scuderia Ferrari            | 3'55"3 | +1"2     |
| 4   | 15 | Tony Maggs              | Cooper - Climax  | Cooper Car Company          | 3'56"0 | +1"9     |
| 5   | 14 | Bruce McLaren           | Cooper - Climax  | Cooper Car Company          | 3'56"2 | +2"1     |
| 6   | 17 | Jack Brabham            | Brabham - Climax | Brabham Racing Organisation | 3'56"6 | +2"5     |
| 7   | 4  | Innes Ireland           | BRP - BRM        | British Racing Partnership  | 3'56"9 | +2"8     |
| 8   | 1  | Jim Clark               | Lotus - Climax   | Team Lotus                  | 3'57"1 | +3"0     |
| 9   | 8  | Richie Ginther          | BRM              | Owen Racing Organisation    | 3'57"6 | +3"5     |
| 10  | 9  | John Surtees            | Ferrari          | Scuderia Ferrari            | 3'57"9 | +3"8     |
| 11  | 2  | Trevor Taylor           | Lotus - Climax   | Team Lotus                  | 3'58"1 | +4"0     |
| 12  | 5  | Jim Hall                | Lotus - BRM      | British Racing Partnership  | 4'00"1 | +6"0     |
| 13  | 12 | Jo Bonnier              | Cooper - Climax  | Rob Walker Racing Team      | 4'00"1 | +6"0     |
| 14  | 28 | Jo Siffert              | Lotus - BRM      | Siffert Racing Team         | 4'02"3 | +8"2     |
| 15  | 21 | Chris Amon              | Lola - Climax    | Reg Parnell Racing          | 4'04"9 | +10"8    |
| 16  | 22 | Lucien Bianchi          | Lola - Climax    | Reg Parnell Racing          | 4'06"5 | +12"4    |
| 17  | 26 | Phil Hill               | ATS Tipo 100     | Automobili Turismo e Sport  | 4'06"7 | +12"6    |
| 18  | 29 | Carel Godin de Beaufort | Porsche          | Ecurie Maarsbergen          | 4'14"6 | +20"5    |
| 19  | 24 | Tony Settember          | Scirocco - BRM   | Scirocco Racing Cars        | 4'25"2 | +31"1    |
| 20  | 27 | Giancarlo Baghetti      | ATS Tipo 100     | Automobili Turismo e Sport  | 4'33"6 | +39"5    |
| WD  | 3  | Peter Arundell          | Lotus - Climax   | Team Lotus                  |        |          |
| WD  | 11 | Ludovico Scarfiotti     | Ferrari          | Scuderia Ferrari            |        |          |
| WD  | 19 | Lorenzo Bandini         | BRM              | Scuderia Centro Sud         |        |          |
| WD  | 25 | Ian Burgess             | Scirocco - BRM   | Scirocco Racing Cars        |        |          |

## Gara
La gara partì sotto la pioggia. Al via Clark, rallentato in qualifica da problemi al cambio, fu autore di un grande scatto, riuscendo a concludere il primo giro in testa. Lo scozzese prese ampiamente il largo sugli inseguitori, che si disputarono quindi la seconda posizione. Hill la mantenne fino al 18º giro, quando dovette ritirarsi per problemi al cambio; a questo punto passò al secondo posto Gurney, che fu però sopravanzato da McLaren a tre tornate dalla conclusione.
Clark dominò fino alla bandiera a scacchi, doppiando tutti ad eccezione di McLaren, al quale inflisse comunque quasi cinque minuti di distacco; al terzo posto chiuse Gurney, seguito da Ginther, Bonnier e Godin de Beaufort.

### Risultati
| Pos | No | Pilota                  | Costruttore      | Giri | Tempo/Ritiro            | Partenza | Punti |
| --- | -- | ----------------------- | ---------------- | ---- | ----------------------- | -------- | ----- |
| 1   | 1  | Jim Clark               | Lotus - Climax   | 32   | 2h27'47"6               | 8        | 9     |
| 2   | 14 | Bruce McLaren           | Cooper - Climax  | 32   | +4'54"0                 | 5        | 6     |
| 3   | 18 | Dan Gurney              | Brabham - Climax | 31   | +1 giro                 | 2        | 4     |
| 4   | 8  | Richie Ginther          | BRM              | 31   | +1 giro                 | 9        | 3     |
| 5   | 12 | Jo Bonnier              | Cooper - Climax  | 30   | +2 giri                 | 13       | 2     |
| 6   | 29 | Carel Godin de Beaufort | Porsche          | 30   | +2 giri                 | 18       | 1     |
| 7   | 15 | Tony Maggs              | Cooper - Climax  | 27   | Uscita di pista         | 4        |       |
| 8   | 24 | Tony Settember          | Scirocco - BRM   | 25   | Uscita di pista         | 19       |       |
| Rit | 9  | John Surtees            | Ferrari          | 19   | Pressione benzina       | 10       |       |
| Rit | 7  | Graham Hill             | BRM              | 17   | Cambio                  | 1        |       |
| Rit | 22 | Lucien Bianchi          | Lola - Climax    | 17   | Incidente               | 16       |       |
| Rit | 5  | Jim Hall                | Lotus - BRM      | 16   | Incidente               | 12       |       |
| Rit | 28 | Jo Siffert              | Lotus - BRM      | 16   | Uscita di pista         | 14       |       |
| Rit | 26 | Phil Hill               | ATS              | 13   | Trasmissione            | 17       |       |
| Rit | 17 | Jack Brabham            | Brabham - Climax | 12   | Pompa iniezione benzina | 6        |       |
| Rit | 21 | Chris Amon              | Lola - Climax    | 10   | Perdita d'olio          | 15       |       |
| Rit | 4  | Innes Ireland           | BRP - BRM        | 9    | Cambio                  | 7        |       |
| Rit | 27 | Giancarlo Baghetti      | ATS              | 7    | Cambio                  | 20       |       |
| Rit | 10 | Willy Mairesse          | Ferrari          | 7    | Motore                  | 3        |       |
| Rit | 2  | Trevor Taylor           | Lotus - Climax   | 5    | Pressione olio          | 11       |       |

## Statistiche

### Piloti
- 4ª vittoria per Jim Clark

### Costruttori
- 9° vittoria per la Lotus
- 1° podio per la Brabham
- 1º Gran Premio per ATS, BRP e Scirocco

### Motori
- 23ª vittoria per il motore Climax
- 50º Gran Premio per il motore Climax

### Giri al comando
- Jim Clark (1-32)

## Classifiche

### Piloti
| Pos. | Pilota                  | Punti |
| ---- | ----------------------- | ----- |
| 1    | Bruce McLaren           | 10    |
| 2    | Graham Hill             | 9     |
|      | Jim Clark               | 9     |
|      | Richie Ginther          | 9     |
| 5    | Dan Gurney              | 4     |
| 6    | John Surtees            | 3     |
| 7    | Tony Maggs              | 2     |
|      | Jo Bonnier              | 2     |
| 9    | Carel Godin de Beaufort | 1     |
|      | Trevor Taylor           | 1     |

### Costruttori
| Pos. | Team             | Punti |
| ---- | ---------------- | ----- |
| 1    | BRM              | 12    |
| 2    | Lotus - Climax   | 10    |
|      | Cooper - Climax  | 10    |
| 4    | Brabham - Climax | 4     |
| 5    | Ferrari          | 3     |
| 6    | Porsche          | 1     |